# تشارلز كومفورت
تشارلز كومفورت هو كاتب ورسام كندي، ولد في 22 يوليو 1900 في إدنبرة في المملكة المتحدة، وتوفي في 5 يوليو 1994 في أوتاوا في كندا.

## وصلات خارجية
- تشارلز كومفورت على موقع ميوزك برينز (الإنجليزية)